# Mia Grape
Maria Charlotta (Mia) Grape, född 28 december 1870 i Nedertorneå församling, Norrbottens län, död 24 september 1941 i Nedertorneå-Haparanda församling, Norrbottens län, var en svensk lärare och rösträttsaktivist.

## Biografi
Mia Grape var dotter till läroverksläraren Theodor Grape, som grundade tidningen Haparandabladet, och dennes hustru Mathilda Silfwerbrand. Själv tjänstgjorde hon som lärare och var första lärarinna vid Samrealskolan i Haparanda.
Hon var verksam i kampanjen för införandet av kvinnlig rösträtt i Sverige och ordförande för Föreningen för kvinnans politiska rösträtt i Haparanda 1907–1912 och 1913–1921.